# المستقبل الرياضي بالسبيخة
المستقبل الرياضي بالسبيخة هو فريق كرة قدم تونسي تأسس عام 1961 في مدينة السبيخة ، ولاية القيروان يلعب هذا الفريق في الرابطة التونسية الثالثة لكرة القدم في موسم 2019 - 2020.